# Ernst Messerschmid
Ernst Messerschmid (ur. 21 maja 1945 w Reutlingen) – niemiecki fizyk i astronauta.

## Życiorys
W 1965 ukończył gimnazjum techniczne w Stuttgarcie, później studiował fizykę na Uniwersytecie w Tybindze i Bonn, pracował na Uniwersytecie we Fryburgu, gdzie w 1976 uzyskał doktorat z fizyki. Od 1978 pracował w Niemieckiej Agencji Kosmicznej. W 1983 został wyselekcjonowany jako naukowiec astronauta w Kolonii, po odbyciu szkolenia i kursów został zakwalifikowany do załogi kosmicznej w 1985. Od 30 października do 6 listopada 1985 odbywał lot kosmiczny w ramach misji STS-61-A, trwającej 7 dni i 44 minuty.
Od listopada 1986 pracował na Uniwersytecie w Stuttgarcie jako profesor i dyrektor Institut für Raumfahrtsysteme.

## Odznaczenia
- Order Zasługi Republiki Federalnej Niemiec I klasy (1985)
- Order Zasługi Badenii-Wirtembergii (1986)
- Medal za Lot Kosmiczny (NASA, 1985)
- NASA Flight Achievement Award
- Medal Hermanna Obertha
- Order Palm Akademickich (Francja, 2001)
- Universal Astronaut Insignia za lot orbitalny (nr 189) – Stowarzyszenie Uczestników Lotów Kosmicznych (Association of Space Explorers(inne języki))[1]

I inne.